# Winthrop Harbor
Winthrop Harbor és una vila dels Estats Units a l'estat d'Illinois. Segons el cens del 2000 tenia 6.670 habitants.

## Demografia
Segons el cens del 2000, Winthrop Harbor tenia 6.670 habitants, 2.370 habitatges, i 1.884 famílies. La densitat de població era de 597,5 habitants/km².
Dels 2.370 habitatges en un 40,1% hi vivien nens de menys de 18 anys, en un 66,8% hi vivien parelles casades, en un 8,4% dones solteres, i en un 20,5% no eren unitats familiars. En el 17% dels habitatges hi vivien persones soles el 5,1% de les quals corresponia a persones de 65 anys o més que vivien soles. El nombre mitjà de persones vivint en cada habitatge era de 2,81 i el nombre mitjà de persones que vivien en cada família era de 3,17.
Per edats la població es repartia de la següent manera: un 27,4% tenia menys de 18 anys, un 8,1% entre 18 i 24, un 31,2% entre 25 i 44, un 25,2% de 45 a 60 i un 8,1% 65 anys o més.
L'edat mediana era de 36 anys. Per cada 100 dones de 18 o més anys hi havia 97,8 homes.
La renda mediana per habitatge era de 72.795 $ i la renda mediana per família de 79.442 $. Els homes tenien una renda mediana de 44.795 $ mentre que les dones 32.392 $. La renda per capita de la població era de 24.256 $. Aproximadament l'1,9% de les famílies i el 3,1% de la població estaven per davall del llindar de pobresa.

## Poblacions properes
El següent diagrama mostra les poblacions més properes.